# Abacarus hystrix
Abacarus hystrix este un acarian din familia Eriophyidae. Se hrănește cu diverse ierburi și este considerat un parazit grav al culturilor cerealiere și plantelor furajere de fân. Este transmițătorul unor infecții virale.  
Abacarus hystrix are un corp alungit, alb, galben sau portocaliu, având în lungime mai puțin de 1 mm. Într-un singur an pot fi produse mai multe generații. La o temperatură de 20°C, acarianul poate deveni matur, din punct de vedere sexual, timp de 16 – 18 zile de la depunerea oului.